# الدوري السويدي الدرجة الثانية 1937–38
الدوري السويدي الدرجة الثانية 1937–38 (بالسويدية: Division II i fotboll 1937/1938)‏ هو موسم من الدوري السويدي الدرجة الثانية. فاز فيه نادي هاماربي لكرة القدم.